# (55118) 2001 QC166
2001 كيو سي 166 (ويعرف أيضًا باسم (55118) 2001 كيو سي 166 وفق تسمية الكوكب الصغير) (بالإنجليزية: 2001 QC166)‏ هو كويكب ضمن حزام الكويكبات؛ وترتيبه 55118 من حيث الاكتشاف.
اكتُشف هذا الجُرم الفلكي بواسطة تعقب الأجرام القريبة من الأرض في 24 أغسطس 2001.

## وصلات خارجية
- (55118) 2001 QC166 في قاعدة بيانات مختبر الدفع النفاث لأجرام النظام الشمسي الصغيرة

- الاكتشاف · مخطط المدار ·  العناصر المدارية · المعلمات المادية

- (55118) 2001 QC166 على موقع ويكي سكاي: DSS2, SDSS, GALEX, IRAS, Hydrogen α, X-Ray, Astrophoto, Sky Map, Articles and images